# Parsifal
Pour les articles homonymes, voir Parsifal (homonymie).
Personnages
- Amfortas, fils de Titurel, souverain du royaume du Graal (baryton-basse)
- Titurel, ancien roi du Graal, père d'Amfortas (basse)
- Gurnemanz, doyen des chevaliers du Graal (basse)
- Klingsor, magicien (basse)
- Parsifal, jeune homme innocent (ténor)
- Kundry, servante à la fois des chevaliers du Graal et de Klingsor (soprano)
- Deux chevaliers du Graal (ténor et basse)
- Quatre écuyers du Graal (sopranos et ténors)
- Six filles-fleurs de Klingsor (sopranos)

Airs
- Prélude — Acte I
- Wehvolles Erbe, dem ich verfallen (Amfortas) – Acte I
- Ich sah das Kind an seiner Mutter Brust (Kundry) – Acte II
- Amfortas! Die Wunde! (Paraifal) – Acte II

Parsifal est un « Festival scénique sacré » (en allemand : Bühnenweihfestspiel, selon l'appellation de Wagner) en trois actes de Richard Wagner créé le 26 juillet 1882 lors du second festival de Bayreuth. Il se fonde sur Perceval ou le Conte du Graal de Chrétien de Troyes ainsi que l’épopée médiévale Parzival de Wolfram von Eschenbach.
Pour les travaux préparatoires de la création de l’œuvre, Wagner proposa à Humperdinck de venir à Bayreuth comme assistant ; il y travailla pendant un an et demi, de janvier 1881 à juillet 1882.

## Étymologie du nom: Parsifal
L'étymologie de Parsifal (terme allemand) serait Parzival, Perceval, Peredour.

Cependant, il existe une  contestation sur la germanisation de ce nom ; selon Gaston Knosp : "...Wagner, chose importante, accepte l'étymologie arabe, Parseh-Fal, ce qui veut dire : pur simple"'. 

## Traduction de Bühnenweihfestspiel
En tête de sa partition, Wagner a écrit, Parsifal, c’est « Ein Bühnenweihfestspiel. Les traductions en français de ce terme peuvent permettre une meilleure approche de la nature de l’œuvre :
- Festival scénique sacré 
- Représentation dramatique et sacrée
- Jeu solennel scénique sacré.

## Héros wagnérien versus héros chrétien
Pour Wagner, Parsifal est un héros, à l'instar de Siegfried : "un impulsif guidé par les instincts de sa puissante nature vers les aventures guerrières et héroïques...".
Parsifal doit acquérir la connaissance afin de parvenir à la sagesse supérieure où l’altruisme est la règle principale de l’action : "Parsifal n’est ni le Christ, ni saint Paul, ni un prophète, mais un typique héros wagnérien. C’est un enfant de la nature, un pur sauvage, sans maître ni modèle...".
Ainsi, il ne convient pas de relever une rupture entre Parsifal et les héros épiques de l'Anneau des Nibelungen. Parsifal est, comme l'indique son nom même, d'après l’étymologie adoptée par Wagner « le Simple au cœur pur » [der reine Thor).

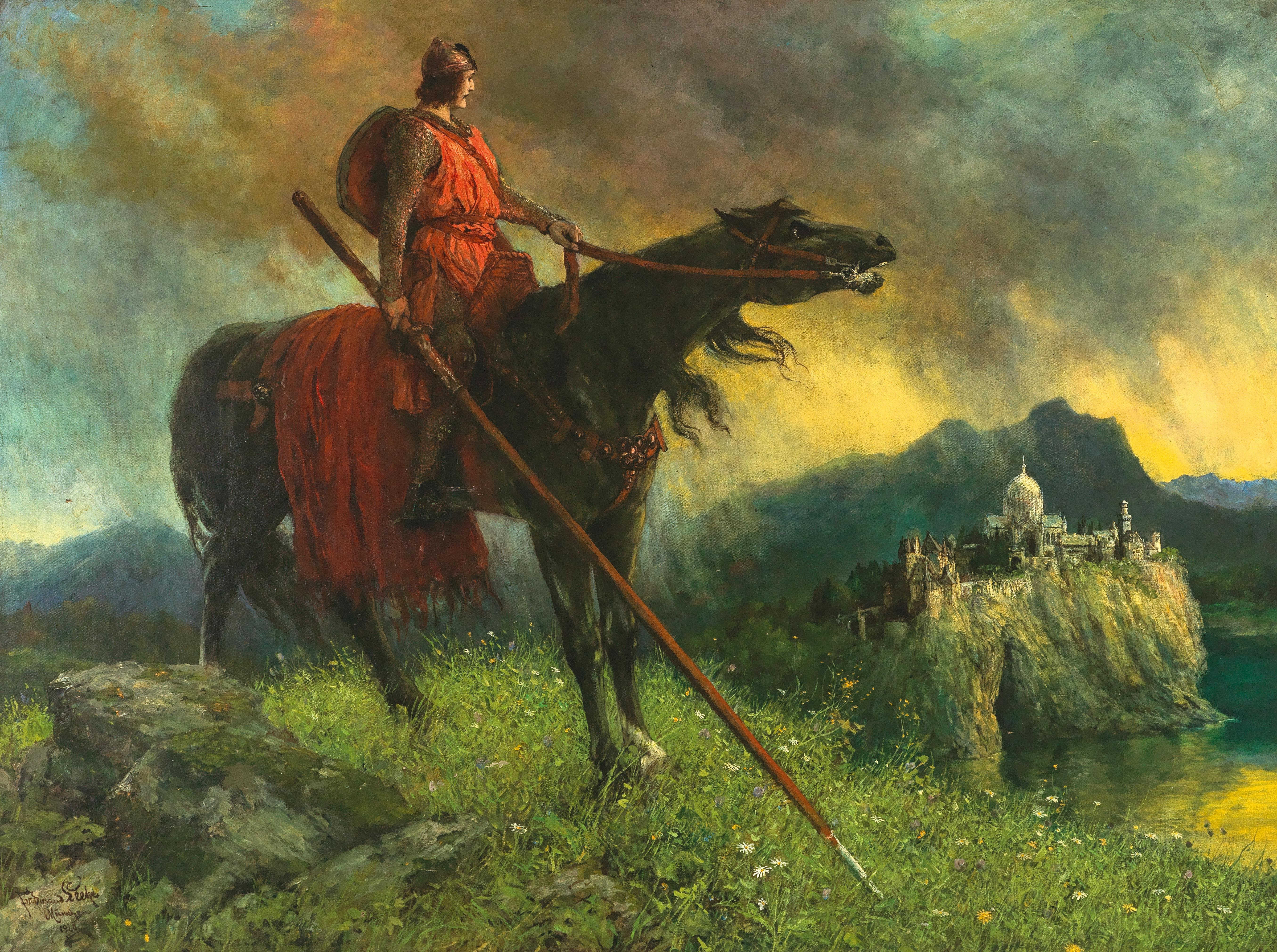
Parsifal, guerrier sur le chemin du Graal

Selon Houston Chamberlain : "On peut affirmer de la façon la plus formelle que, à considérer purement comme œuvres d'art les drames de l'Anneau du Nibelung et de Parsifal, il n'y a pas plus de symbolisme, de mysticisme, de religion, dans celui-ci que dans celui-là".
Selon Lotus Péralté : "Wagner, dans son drame, a redessiné le Parsifal ésotérique, le dégageant de cette tenue romantique et amoureuse du xii° siècle.
Enfin, et selon Henri Lichtinberger : "Dans cette vision d'avenir que Wagner nous décrit en artiste dans Parsifal, en penseur dans Art et Religion, il concilie en une harmonieuse synthèse son pessimisme et son optimisme, sa haine de la réalité moderne et sa foi indestructible dans la destinée de l’humanité" .

### Position contradictoire de Nietzsche
Nietzsche dans une lettre du 10 octobre 1877 écrit à Cosima : « La magnifique promesse de Parsifal nous réconfortera dans toutes les choses où nous avons besoin de réconfort ».
Cependant, dans une lettre à Reinhardt von Seydlitz du 4 janvier 1878, son jugement est entièrement contraire : « Tout cela est trop chrétien, pas assez de chair, et trop, beaucoup trop de sang. Et je n’aime pas les femmes hystériques ».
Cependant, lorsqu’il entend pour la première fois à l’orchestre le prélude de Parsifal, à Monte-Carlo début 1887, il écrit dans ses carnets ces lignes incroyables : « Le plus grand chef-d’œuvre du sublime que je connaisse, la puissance et la rigueur dans l’appréhension d’une terrible certitude, une indescriptible expression de grandeur dans la compassion envers elle...".

### Caractère religieux et initiation maçonnique
Selon Roland de Candé : "A Bayreuth, les représentations de Parsifal ont un caractère sacré qui rebute les amateurs d’opéra traditionnels. C’est une œuvre ambiguë, ni opéra, ni oratorio, où les tessitures vocales elles-mêmes sortent de l’habituel ; c’est une œuvre follement prétentieuse qui se veut porteuse de lumière et paraît vouée à répondre aux faiblesses ou aux imperfections des rites maçonniques et chrétiens.. Quelle qu’ait été l’influence de Cosima et de Liszt, il est difficile de croire au christianisme fondamental de Wagner, en dépit de ses affirmations : c’était un esprit religieux, mais au pire sens du terme.....".
En d'autres termes, Wagner serait le prophète d’un art messianique, fruit du génie allemand ; lequel  art musical, et qui engloberait les autres arts, doit accomplir la régénération de l’humanité.
Le culte du Graal dans Parsifal n'a rien commun avec la messe chrétienne ou la franc-maçonnerie :  il ne s'agit que de la représentation poétique d’un rituel initiatique mais dont la finalité s'inscrit dans un essai d’interprétation esthétique du sentiment du divin.

## Histoire des représentations deParsifal

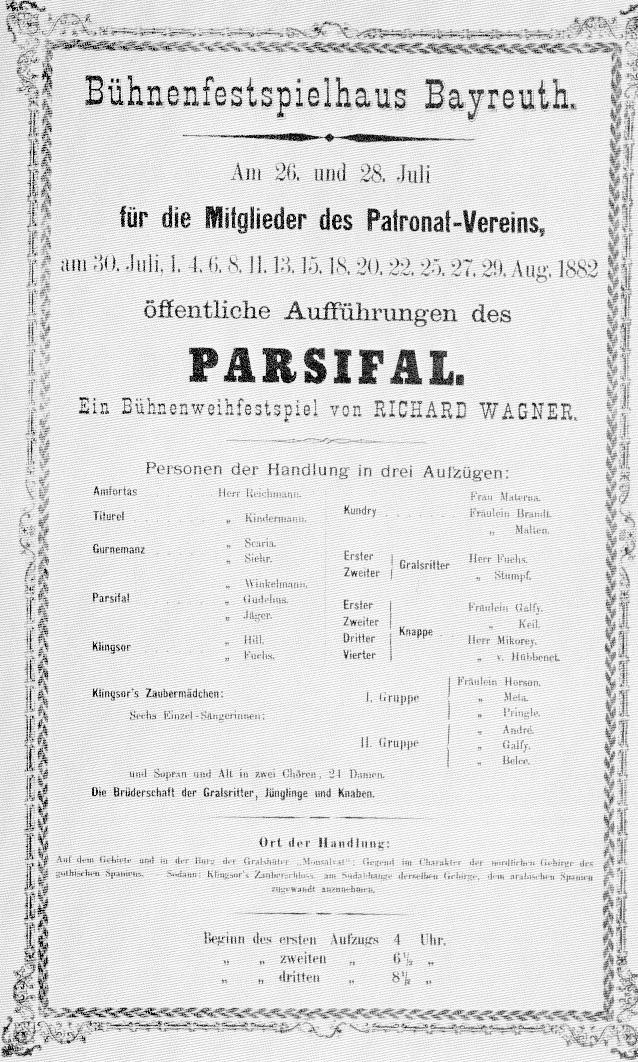
Affiche annonçant la création de Parsifal, le 26 juillet 1882 au festival de Bayreuth.

### La première
Le 12 novembre 1880, Wagner a réalisé une exécution privée du Prélude pour Louis II de Bavière au théâtre de la cour à Munich,. La création de l'œuvre entière a été faite au Palais des festivals de Bayreuth le 26 juillet 1882, sous la direction du chef d'orchestre allemand Hermann Levi. La mise en scène était confiée à Max Brückner (de) et Paul von Joukowsky (de) qui ont pris les conseils de Wagner lui-même. La salle du Graal était basée sur l'intérieur de la cathédrale de Sienne que Wagner avait visitée en 1880, tandis que le jardin magique de Klingsor a été calqué sur celui de la Villa Rufolo (it) à Ravello. Entre juillet et août 1882, seize représentations de l'œuvre ont eu lieu à Bayreuth, dirigées par Hermann Levi et Paul von Joukowsky (de). La production nécessitait un orchestre de 107 musiciens, un chœur de 135 personnes et 23 solistes (les parties principales avaient été doublées). Lors de la dernière de ces représentations, Wagner a pris le relais de Levi et a conduit la scène finale de l'acte 3 à partir de l'interlude orchestral jusqu'à la fin.
Anton Bruckner « se rend à Bayreuth pour la première de Parsifal, et y rencontre le maître pour la dernière fois ; pendant l'été de l'année suivante, il ira se recueillir sur sa tombe. Dans l'intervalle – janvier-avril 1883 – il aura esquissé le sublime Adagio (Septième symphonie) qui forme, à n'en pas douter, un poignant « In memoriam » ».
Il est intéressant de noter que parmi les Français présents à Bayreuth, figuraient notamment : Emmanuel Chabrier, Ernest Chausson, Claude Debussy, Vincent d’Indy.
Lors de la première représentation de Parsifal, il y a eu des difficultés avec la scène mobile au cours de la transition de la scène un à la scène deux de l'acte 1 (la Wandeldekoration,). Cela a entraîné que l'interlude orchestral écrit par Wagner était terminé avant que Parsifal et Gurnemanz fussent arrivés à la salle du Graal. Engelbert Humperdinck, qui assistait à la création, a ajouté quelques mesures supplémentaires à la musique pour combler cette lacune. Les années suivantes, ce problème a été résolu et les ajouts d'Humperdinck n'ont pas été utilisés.

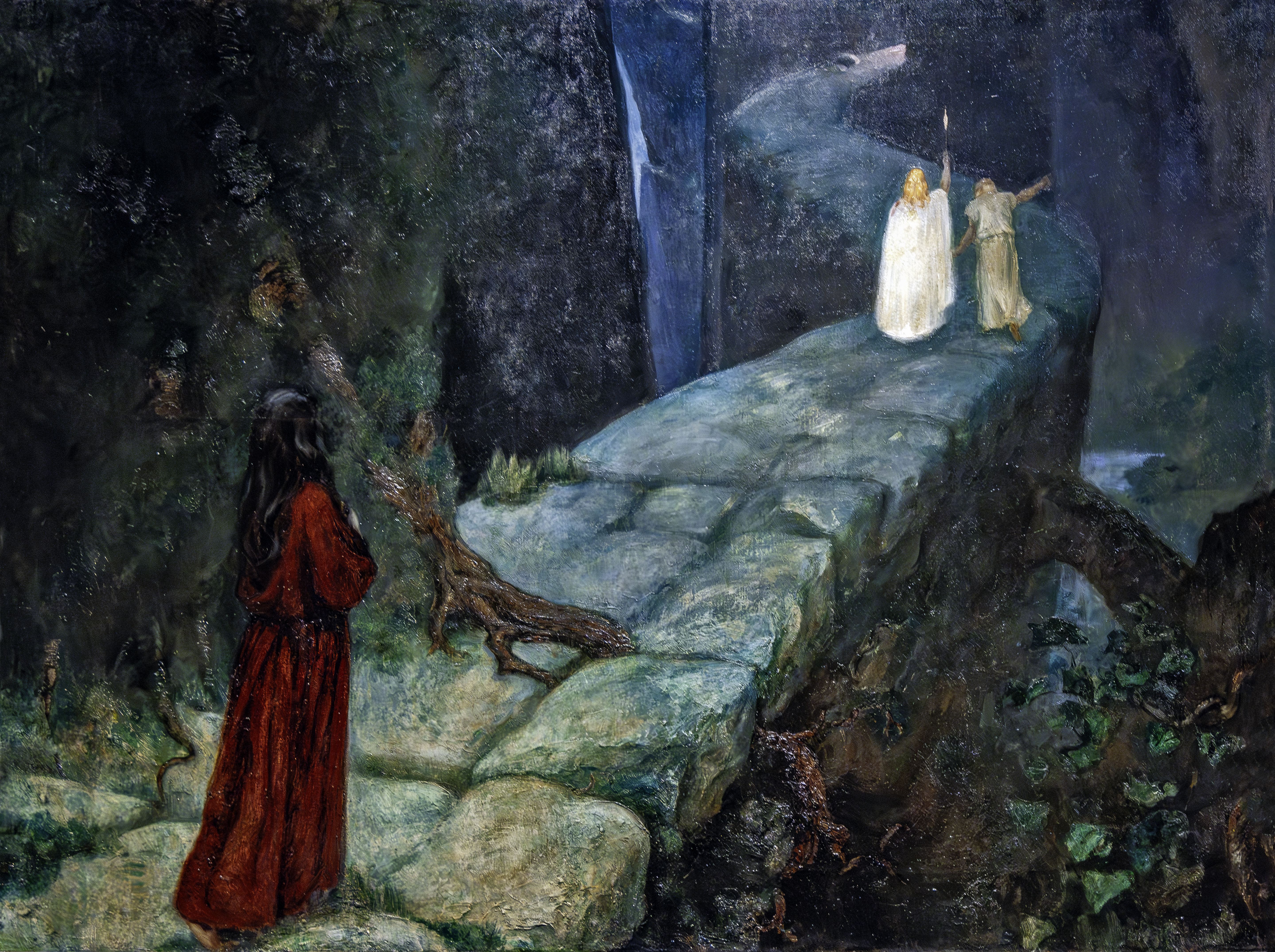
Parsifal, la montée vers le Graal

### Interdiction deParsifalen dehors de Bayreuth
En effet, à sa mort, Wagner a laissé des volontés rigoureuses, et selon lesquelles pendant trente ans, Parsifal ne devait pas être représenté ailleurs qu’à Bayreuth. Ce vœu est attaché au : "... caractère exceptionnel, à proprement dire sacré, ... de ce testament musical et intellectuel".
Pendant les vingt premières années de son existence, les seules représentations de Parsifal (à l'exception des huit représentations privées pour Louis II à Munich en 1884 et 1885) ont lieu dans le Festspielhaus de Bayreuth, le théâtre que Wagner avait conçu pour l'opéra. Wagner avait deux raisons de vouloir garder Parsifal exclusivement pour la scène de Bayreuth :
1. il voulait éviter qu'il ne devienne un « simple divertissement » pour un simple public d'opéra. C'est seulement à Bayreuth que sa dernière œuvre pourrait être présentée à sa manière — une tradition maintenue par son épouse, Cosima, longtemps après sa mort ;
2. si Bayreuth avait le monopole sur ses représentations, l'opéra serait une source de revenus pour sa famille après sa mort.

Les autorités de Bayreuth ont permis des exécutions sous forme de concert dans divers pays après la mort de Wagner (par exemple à Londres, en 1884, à New York en 1886, et à Amsterdam en 1894) mais ils ont maintenu un embargo sur les spectacles en dehors de Bayreuth.

#### Violation du monopole de représentation
En violation de la volonté expresse de Wagner et de la convention de Berne, et malgré l'action de Cosima qui s’appuyait sur la loi sur les copyrights, le 24 décembre 1903, après une décision de justice indiquant que les représentations aux États-Unis ne pourront être empêchées par Bayreuth, le New York Metropolitan Opera, alors sous la direction de Heinrich Conried, a mis en scène l'œuvre complète, en utilisant de surcroît de nombreux chanteurs formés à Bayreuth. Par la suite, Cosima a interdit aux chanteurs ayant participé à la production de New York de se produire à Bayreuth.

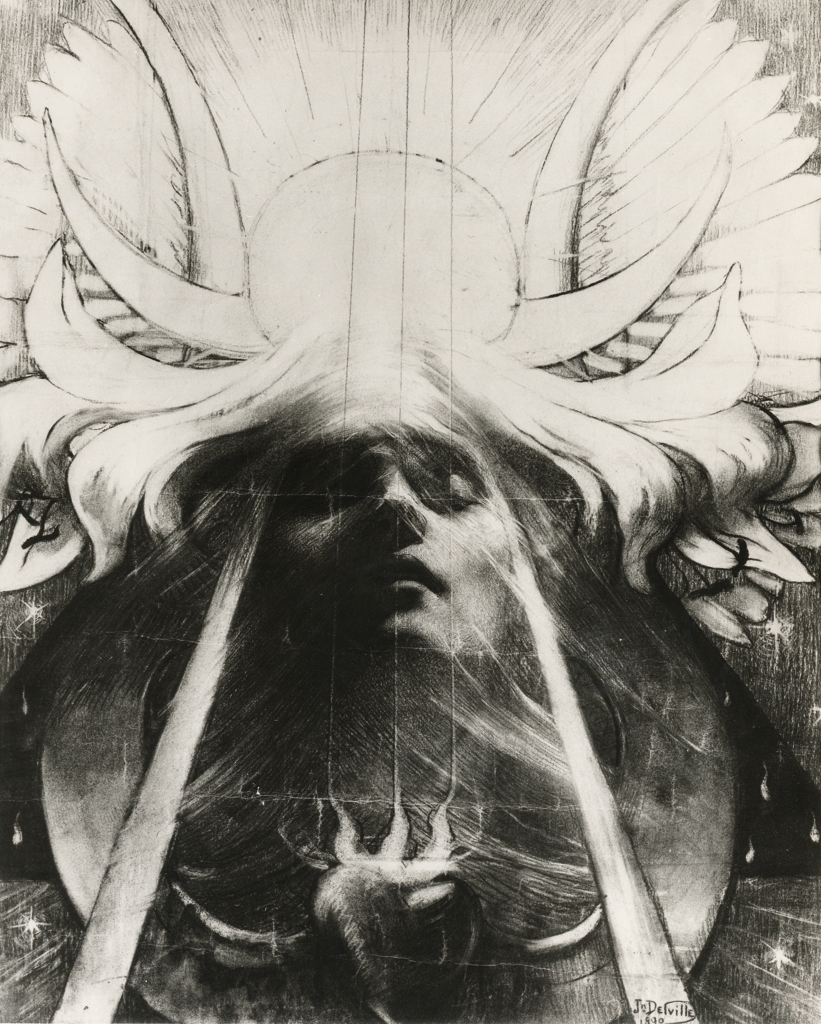
Parsifal vu par Jean Delville

À Amsterdam, en 1905, 1906 et 1908, on a néanmoins monté des spectacles non autorisés. Enfin, la représentation de Zurich du 13 avril 1913 n'a pas enfreint cette règle d’exclusivité puisque le droit d'auteur suisse ne s'appliquait pas pendant la même durée.

#### Fin du monopole de représentation
Après une période de 30 années suivant le décès de Wagner, le monopole de Bayreuth sur Parsifal a pris fin le 31 décembre 1913 et certains théâtres ont commencé leurs représentations à minuit le 31 décembre 1913. La première représentation autorisée a été mise en scène au Grand théâtre du Liceu à Barcelone : elle a commencé à 22 h 30, une heure et demie avant minuit, le 31 décembre 1913, profitant de la différence d'une heure qui existait à l'époque entre Barcelone et Bayreuth.
Les attentes autour de Parsifal étaient telles que l'opéra fut présenté dans plus de 50 salles d'opéra européennes entre le 1er janvier et le 1er août 1914. C'est le 4 janvier que l'œuvre a été donnée à Paris et le 5 janvier au Théâtre de la Monnaie à Bruxelles.

### Interdiction de l'applaudissement
Cette interdiction qui a été prise au pied de la lettre par les adorateurs du maître, est devenue, par la suite une règle d’or au sein du temple sacré ; En réalité, le compositeur interdisait l'applaudissement entre le premier et le deuxième acte de Parsifal pour ne pas interrompre le drame qui était en train de se jouer.
Cependant, il est certain qu'en dehors de Bayreuth, certains auditeurs ne connaissaient pas cette interdiction. Enfin, cette tradition a été de plus en plus rompue, d'abord à Bayreuth dès les années 1960, à la suite du changement lié au dit mouvement nouveau Bayreuth.

### Accueil par les critiques littéraires et musicaux
Gabriel Fauré était un compositeur qui n'a subi quasiment aucune influence de la musique de Wagner, une exception de son époque. Néanmoins, il appréciait vivement Parsifal. Dans sa lettre expédiée le 27 juillet 1888 dès Bayreuth à Marguerite Baugnies, il lui a recommandé la représentation du festival qu'il avait vue, et qui était interprétée par Ernest Van Dyck (Parsifal) et Therese Malten (Kundry).
Selon Paul Claudel : « Les extravagances mêmes de Parsifal, je ne lui en veux pas. C’est la boue des mauvais chemins dont le pauvre pèlerin est tout couvert... ».
Pour Debussy : « …à Bayreuth en 1889, Debussy avait été ému aux larmes par Parsifal, seul drame musical qui ait laissé des traces permanentes dans son œuvre ».
Selon Richard Strauss : « …C’est en Wagner que la musique a atteint ses plus grandes possibilités d’expression. Tristan, L’Anneau du Nibelung et Les Maîtres chanteurs sont l’aboutissement d’une histoire culturelle vieille de 4000 ans qui mène des temples de Babylone à Parsifal ».
Selon Karol Szymanowski : « …On le ressent au déclin de l’œuvre de Wagner, dans Parsifal où les ailes de la musique, autrefois si puissantes et à présent fatiguées, retombent sensiblement, et où le vécu musical direct se cache dans l’ombre d’une conception poético-philosophique dont le grossier mensonge idéaliste s’impose aux yeux exempts de préjugés, tel le spectre tragique d’une grandeur qui passe… ».
Edouard Hanslick, lors de son second voyage à Bayreuth à l’occasion des représentations de Parsifal en 1882, se montre moins virulent à l’égard de l’œuvre de Wagner ; cette fois, c’est à l’homme qu’il s’en prend ; il prévient le monde musical et artistique du « danger » que représente Wagner en lui seul.
Selon Pierre-Jean Rémy : "Trente-deux ans après sa création, Wagner reprendra, en quelque sorte, le fil de son Lohengrin, avec Parsifal. Lohengrin le dit lui-même, dans l’air fameux du dernier acte de la partition, son père est Parsifal !".
Selon Etienne Destranges : "L’un des principaux points de la réforme wagnérienne a été de ramener le théâtre aux traditions de Gluck. Si, pour le travail symphonique et contrapuntique, l’auteur de Parsifal descend en ligne directe de Bach et de Beethoven, sous le rapport de la conception dramatique il est fils de Gluck".

### Représentations d'après-guerre
Parsifal est l'un des opéras de Wagner régulièrement présentés au Festival de Bayreuth à ce jour. Parmi les plus importantes productions d'après-guerre figure celle mise en scène en 1951 par Wieland Wagner, petit-fils du compositeur, dans le cadre du dit nouveau Bayreuth. Lors du premier festival de Bayreuth après la Seconde Guerre mondiale, il a choisi une mise en scène totalement différente d'une représentation littérale de la salle du Graal ou de l'écrin des filles-fleurs. Au lieu de cela, des effets d'éclairage et le strict minimum de décor ont été utilisés pour accompagner la musique de Wagner. Cette production a été fortement influencée par les idées du scénographe suisse Adolphe Appia.
Les réactions à cette production ont été extrêmes : Ernest Newman, biographe de Wagner, l'a décrite comme « non seulement le meilleur Parsifal que j'ai jamais vu et entendu, mais l'une des trois ou quatre plus émouvantes expériences spirituelles de ma vie. »
D'autres personnes étaient consternées de voir que les indications scéniques de Wagner avaient été bafouées. Le chef d'orchestre de la production de 1951, Hans Knappertsbusch, à qui on demandait comment il pouvait participer à une telle mascarade honteuse, a déclaré que pendant les répétitions il avait imaginé que les décors n'étaient pas encore arrivés. Knappertsbusch a été particulièrement troublé par l'absence de la colombe qui apparaît sur la tête de Parsifal à la fin de l'opéra, ce qui, selon lui, l'a incité à donner de meilleures interprétations. Pour rassurer son chef, Wieland a décidé de rétablir la colombe, descendue au bout d'une corde. Ce que Knappertsbusch n'avait pas compris, c'est que Wieland avait choisi une chaîne assez longue pour que le chef voie la colombe, mais pas assez pour que le public l'aperçoive. Wieland a continué à modifier et affiner sa production de Parsifal à Bayreuth jusqu'à sa mort en 1966[réf. nécessaire].

## Fiche technique
- Titre : Parsifal
  - Description : festival scénique sacré (Ein Bühnenweihfestspiel)
  - Durée : entre 3 h 40 et 4 h 50
- Catalogage : Wagner-Werk-Verzeichnis 111
- Livret du compositeur, d’après le Parzival (1210) von Wolfram von Eschenbach
  - Langue : allemand
- Composition : 
  - Livret : première esquisse en 1857, deuxième en février 1877, rédaction de février au 19 avril 1877
  - Musique : 25 septembre 1877 au 13 janvier 1882
- Création : Palais des festivals, Bayreuth, 26 juillet 1882. Direction musicale : Hermann Levi[41]
- Nombre de leitmotifs: 36.

### Personnages
- Amfortas, prêtre-roi du Graal (baryton-basse)
- Titurel, ancien roi, père d'Amfortas (basse)
- Gurnemanz, doyen des chevaliers du Graal, compagnon d'armes de Titurel (basse)
- Klingsor, magicien, ex-chevalier du Graal (baryton-basse)
- Parsifal, jeune homme innocent tenu éloigné du monde par sa mère (ténor)
- Kundry, à la fois servante du Graal et servante tenue en servitude par Klingsor (mezzo-soprano ou soprano)
- Deux chevaliers (ténor et basse)
- Écuyers (sopranos et ténors)
- Filles-fleurs de Klingsor (sopranos)

### Instrumentation
Parsifal est écrit pour un orchestre composé comme suit :
| cordes                                                                     | bois | cuivres | percussion |
| -------------------------------------------------------------------------- | --- | --- | --- |
| - 1ers et seconds violons - altos - violoncelles - contrebasses - 2 harpes | - 3 flûtes - 3 hautbois - 1 cor anglais - 3 clarinettes en si bémol et la - 1 clarinette basse en si bémol et la - 3 bassons - 1 contrebasson | - 4 cors en fa - 3 trompettes en fa - 3 trombones - 1 tuba - 2 trompettes en fa (hors scène) - 4 trombones (hors scène) | - 4 timbales (2 instrumentistes) - 1 caisse claire - cloches d'orchestre (cloches tubulaires) - cloches d'église (hors scène) - tonnerre (hors scène) |

### Distribution des rôles pour les créations
| Rôle                                     | Voix                                                       | Première Bayreuth, 26 juillet 1882 (Chef : Hermann Levi)                                | Première au Met 24 décembre 1903 (Chef : Alfred Hertz (de))                                     |
| ---------------------------------------- | ---------------------------------------------------------- | --------------------------------------------------------------------------------------- | ----------------------------------------------------------------------------------------------- |
| Parsifal                                 | ténor                                                      | Hermann Winkelmann                                                                      | Alois Burgstaller (de)                                                                          |
| Kundry                                   | soprano ou mezzo-soprano                                   | Amalie Materna                                                                          | Milka Ternina                                                                                   |
| Gurnemanz, doyen des chevaliers du Graal | basse                                                      | Emil Scaria (en)                                                                        | Robert Blass                                                                                    |
| Amfortas, ruler of the Grail kingdom     | baryton                                                    | Theodor Reichmann (ca)                                                                  | Anton van Rooy (en)                                                                             |
| Klingsor, un magicien                    | baryton-basse                                              | Karl Hill (de)                                                                          | Otto Goritz (de)                                                                                |
| Titurel, le père d'Amfortas              | basse                                                      | August Kindermann                                                                       | Marcel Journet                                                                                  |
| deux chevaliers                          | ténor, basse                                               | Anton Fuchs (ca) Eugen Stumpf                                                           | Julius Bayer Adolph Mühlmann (ru)                                                               |
| quatre écuyers                           | soprano, alto, deux ténors                                 | Hermine Galfy (de) Mathilde Keil Max Mikorey (de) Adolf von Hübbenet (de)               | Katherine Moran Paula Braendle Albert Reiss Willy Harden                                        |
| Six filles-fleurs (Blumenmädchen)        | deux groupes à trois voix (aigue, moyenne et grave) chacun | Pauline Horson (de) Johanna Meta Carrie Pringle Johanna André Hermine Galfy Luise Belce | Isabelle Bouton Ernesta Delsarta Miss Förnsen Elsa Harris Lillian Heidelbach Marcia Van Dresser |
| Voix du dessus, Eine Stimme              | contralto                                                  | Sophie Dompierre                                                                        | Louise Homer                                                                                    |
| Chevaliers du Graal, Filles-Fleurs.      |                                                            |                                                                                         |                                                                                                 |

## Argument
L'action se déroule au Moyen Âge, dans les Pyrénées, alternativement, dans le domaine et au château des gardiens du Graal (Montsalvat, sur le versant septentrional de l’Espagne wisigothe), et au château enchanté de Klingsor (sur le versant méridional, du côté de l’Espagne arabe).
Le Saint Graal, calice où Joseph d'Arimathie recueillit le sang du Christ en croix, et la Sainte Lance, qui causa la blessure d'où s'écoula ce sang, ont été placés sous la garde du roi Titurel, aidé par les chevaliers du Graal. Dans une contrée voisine habite le sorcier Klingsor. Il voulut autrefois devenir chevalier du Graal mais ne pouvant s'imposer à lui-même le devoir de chasteté, il voulut supprimer en lui le désir charnel en se châtrant lui-même. Rejeté de la communauté du Graal par Titurel, il se tourna vers l'esprit du mal et voua à la communauté du Graal une haine inexpiable. Il réussit à attirer, grâce à la séduisante Kundry qu'il a envoûtée, quelques gardiens du calice sacré qu'il retient captifs en son château maléfique et retourne contre leurs anciens frères d'armes. Quand Titurel devenu vieux, mais maintenu en vie par la grâce du Graal, transmet ses pouvoirs à son fils Amfortas, ce dernier se rend à son tour chez Klingsor armé de la Sainte Lance pour essayer de le détruire. Mais, tombé sous le charme de Kundry, il oublie sa mission, cède lui aussi au désir charnel, et laisse choir la Sainte Lance. Klingsor s'en empare et le frappe. La maléfique blessure ne guérira jamais, seul le contact de l'arme sacrée pourrait la refermer ; mais seul un être jeune et innocent, au cœur pur, totalement ignorant du péché, pourrait reconquérir l'objet. Amfortas est condamné à souffrir sans rémission aussi longtemps qu'il célèbrera le service du Graal qui maintient en vie toute la communauté de Montsalvat.
Herzeleide (« Cœur douloureux »), de la maison royale des gardiens du saint Graal, a élevé son fils Parsifal dans une forêt isolée, pour l’empêcher de suivre la même voie que son père, Gamuret, mort prématurément après être parti en quête d’aventures héroïques. Ignorant tout du monde, Parsifal grandit comme un innocent sans guide. Un jour, ayant vu par hasard un groupe de chevaliers, son amour de l’aventure s'éveille et il part à leur suite. Herzeleide en meurt de chagrin.

### Acte I
Une forêt aux environs du château du Graal situé sur une montagne inaccessible. Gurnemanz attend, entouré de jeunes chevaliers, l'arrivée du roi Amfortas.

 
Gurnemanz, chevalier du Graal, compagnon d'armes de Titurel le fondateur de la confrérie, raconte comment on en est arrivé à la situation présente : 

« Amfortas, roi des Chevaliers du Graal et fils de Titurel qui vit toujours, essaya un jour de tuer le magicien Klingsor à l’aide de la Sainte Lance que gardent les Chevaliers de l’Ordre du Graal en même temps que le Saint Graal lui-même. La Sainte Lance est celle qui infligea la blessure au flanc du Christ sur la croix. Amfortas succomba au charme d’une femme très belle et, tandis qu'il était dans ses bras, Klingsor lui arracha la Sainte Lance et la lui plongea dans le côté. Ainsi fut perdue la Sainte Lance et Amfortas reçut-il une blessure qu'aucun remède ne peut guérir. »

Apparaît Kundry, condamnée à ne jamais mourir, qui fut Hérodiade, et celle qui rit du Christ tombant sous la croix sur le chemin du Golgotha, et tant d'autres ensuite ; sa présence bien qu'un peu hostile est toujours de bon augure. Accompagnée par les cris des chevaliers, elle se précipite vers Gurnemanz et lui fait don d'une fiole contenant un baume qu'elle est allée quérir en Arabie, pour le roi, que l'on porte au bain afin de tenter d'apaiser ses souffrances.
Gurnemanz leur apprend que Klingsor voulut, un jour, devenir membre des Chevaliers de l’ordre du Graal ; mais ne pouvant rester fidèle au vœu de chasteté par la seule force de sa volonté, il tenta d'éradiquer de lui-même ses penchants pour la chair en se châtrant lui-même. Titurel le rejeta alors de l'Ordre. Klingsor alors s'adonna à la magie noire, construisit un jardin magique où il installa des femmes d’une grande beauté et d'une irrésistible séduction, les Filles-Fleurs, tout appliquées à la perte des Chevaliers du Graal. Amfortas fut au nombre de ceux qui succombèrent et cette chute coûta à l'Ordre la perte de la Sainte Lance. Désormais un seul homme peut la reconquérir, « l'innocent au cœur pur » – der reine Tor – dont la venue fut autrefois annoncée à Amfortas par une voix céleste.
Soudain, un cygne percé d'une flèche s'abat au sol, mort. Consternation de Gurnemanz, des chevaliers et des pages : les animaux, en particulier les cygnes, sont sacrés sur les terres du Graal. Un jeune étranger apparaît, l'arc à la main : c'est lui le coupable. Le jeune homme est rapidement saisi, traîné devant Gurnemanz. Le vieux chevalier lui fait voir toute l'horreur de son acte, puis, se radoucissant, tente d'interroger l'adolescent sur ses origines, son nom : le jeune homme ignore tout, sauf qu'il a une mère nommée Herzeleide. Kundry raconte l'histoire de sa naissance : son père Gamuret étant parti courir l'aventure et ayant été tué, sa mère l'éleva seule, loin de tout, pour lui éviter le même sort. L'adolescent raconte comment il vit un jour passer des hommes en tenues scintillantes montés sur de magnifiques animaux inconnus ; il voulut les suivre, tentant de les rattraper sans jamais pouvoir les rejoindre ; il parcourut monts et vallées, se confectionna un arc qui le nourrit et le protégea. Il devint fort et redouté de tous ceux qui l'attaquèrent. Kundry lui apprend abruptement que sa mère est morte. Fou de douleur, le jeune homme se jette à la gorge de Kundry, Gurnemanz intervient ; le jeune homme alors défaille : Kundry se hâte de puiser de l'eau, lui asperge le visage et le fait boire : le jeune homme revient à lui. Pendant que Gurnemanz lui prodigue des soins, Kundry s'éloigne dans la forêt, soudain prise d'une sorte de transe d'envoûtement : elle est saisie d'une irrésistible envie de dormir, et elle disparaît, envoutée, dans le taillis.
Les cloches de Montsalvat appellent à la cérémonie du service du Graal. Gurnemanz propose au nouveau venu de l’accompagner, ils s’éloignent ensemble.
Scène 2
Dans la grande salle du château, les chevaliers se réunissent. Amfortas aimerait ne plus devoir officier, dévoiler le Graal, et ainsi entretenir la force vitale qui l'empêche de mourir comme il le souhaite ardemment. Mais sous la pression de l'assemblée des chevaliers, et de son père Titurel qui ne vit plus que par la vue du Graal, il cède. Brisé de souffrance, il procède à l'exposition rituelle du Saint Graal. Le jeune homme suit le rituel, impressionné, mais sans y rien comprendre. À la fin de la cérémonie, alors que tous s'en vont, Gurnemanz s'adresse à l'adolescent en lui demandant s'il a compris ce qu'il a vu. Le jeune homme fait signe que non ; Gurnemanz qui croyait voir en lui « l'innocent au cœur pur » est cruellement déçu, et sous le coup de la colère expulse alors brutalement le jeune homme. Mais la voix céleste rappelle la prophétie : « L'innocent au cœur pur accédera à la connaissance par la compassion : attends celui que j'ai élu. »
Traditionnellement le public n'applaudit pas à la fin du premier acte pour prolonger le recueillement de la cérémonie d'exposition du Graal.

### Acte II
En haut d'une tour de son château, Klingsor se tient à côté de ses instruments de magie. Il tire de son sommeil Kundry, qui était revenue jusqu'à lui, et qui s'éveille en poussant un hurlement. Klingsor sait qu'un jeune héros dangereux approche : il ordonne à sa créature de le séduire et de le perdre, comme tous les autres auparavant. Les chevaliers déchus prisonniers de Klingsor tentent d'arrêter l'arrivant, mais ils ne peuvent résister à sa force et à sa fougue. Le château disparaît, laissant place à un luxuriant jardin peuplé des Filles-Fleurs de Klingsor. Elles assistent à la défaite de leurs amants qui, blessés, meurtris, s'enfuient.
Les Filles-Fleurs se jettent alors à l'assaut du jeune homme, tentant à qui mieux mieux de le séduire et d'obtenir sa perte. Mais il ignore tout des jeux amoureux, leurs manigances et chamailleries l'indisposent, et il les envoie paître. Kundry apparaît soudain, en l'appelant du nom de « Parsifal » — l'adolescent est pétrifié : il se rappelle brusquement un rêve où sa mère le nommait ainsi. Kundry congédie les Filles-Fleurs : Parsifal ne leur est pas destiné. Kundry lui rappelle son enfance près d'Herzeleide, et la mort de celle-ci causée par le chagrin du départ de son fils. Parsifal est effondré, dévoré par le remords. Mettant à profit le désespoir du jeune homme, Kundry, prétextant de lui faire connaître ce qu'est l'amour, l'attire à elle et lui donne un baiser.
Ce baiser transperce Parsifal d'une douleur folle : « Amfortas ! La blessure ! » : dans un dévoilement, il comprend tout. La compassion pour la souffrance du roi du Graal lui apporte la révélation de la connaissance. Il comprend le manège de Kundry, et il la repousse.
Cette attitude laisse Kundry face à un véritable dilemme, car bien que Parsifal soit l'homme qui doit lui apporter le salut, elle le voit encore comme sa proie légitime. Elle lui propose alors un compromis : que Parsifal lui donne un baiser seulement et la malédiction qui l'a poursuivie sans cesse depuis qu'elle a ri du Christ souffrant sera levée. Le jeune homme refuse, car ce geste les condamnerait tous deux à la damnation éternelle. La seule voie de rédemption pour Kundry est le remords, la pénitence, et de le conduire sur le chemin qui le ramènera à Montsalvat et à Amfortas.
Kundry comprend qu'elle a perdu la partie : folle de rage, elle appelle Klingsor à l'aide. Le magicien apparaît, brandissant la Sainte Lance, qu'il jette violemment contre Parsifal : celui-ci tend la main et l'arme s'arrête miraculeusement dans les airs, à sa portée. Il s'en empare et fait le signe de croix. En un instant, le château de Klingsor disparaît et le jardin merveilleux se transforme en désert aride. Kundry est effondrée : « Tu sais où me retrouver », lui dit Parsifal, qui s'en va pour tenter de retrouver Montsalvat.

### Acte III
Une prairie en fleurs, en lisière d'une forêt, dans la gloire du printemps ; une source, une hutte appuyée sur un amas de rochers. C'est le Vendredi saint.
Un ermite sort de la hutte : c'est Gurnemanz, encore vieilli, pauvrement vêtu de la robe en ruines de chevalier du Graal. Il a entendu un grognement, et se rend jusqu'aux buissons d'où il provient : c'est Kundry, inanimée et engourdie. Gurnemanz s'efforce de la ranimer, elle finit par s'éveiller avec un grand cri. Elle a perdu son air farouche et sauvage, son allure guerrière. Elle voit Gurnemanz, se lève, remet de l'ordre dans ses haillons, et se met à l'ouvrage d'une servante, sans un mot. À Gurnemanz qui lui reproche de ne pas même avoir un mot de remerciement, elle répond juste : « Dienen… dienen… » (« Servir… servir… »). Ce seront ses seules paroles de tout l'acte.
Un homme sort de la forêt, en armure noire, heaume fermé, lance à la main. Il s'assoit sans un mot près de la source. Gurnemanz l'accueille et tente de savoir s'il peut l'aider, qui il est, d'où il vient. Mais l'homme reste muet. Gurnemanz, agacé, lui enjoint d'au moins mettre bas les armes en ce jour sacré de la mort du Christ. Parsifal dépose son épée, son bouclier, son heaume, plante le talon de la lance dans le sol, s'agenouille devant elle et entre en prière en en fixant la pointe du regard. Gurnemanz reconnaît alors et Parsifal, et la Sainte Lance.
Parsifal raconte avoir erré des années à la recherche du chemin menant à Montsalvat, qu'il vient donc enfin d'atteindre mais où tout semble différent. Gurnemanz narre le triste sort de la confrérie du Graal : Amfortas a fini par renoncer à célébrer le culte du Graal, des chevaliers sont morts, les survivants sont dans une misère physique et morale absolue, plus personne ne part pour les missions sacrées d'autrefois dans le reste du monde. Titurel lui-même, le vieux héros légendaire, est mort.
Parsifal se reproche de n'avoir pas su éviter ce désastre. Étreint par la douleur et l'épuisement, il est au bord de l'évanouissement ; Gurnemanz le soutient, Kundry puise de l'eau pour le ranimer, puis ils lui ôtent son armure. Kundry lui lave les pieds. Parsifal demande à Gurnemanz de l'ondoyer. Kundry tire de son vêtement un baume qu'elle verse sur les pieds de Parsifal, qu'elle essuie ensuite de ses cheveux. Parsifal demande à Gurnemanz de l'oindre : avec le reste du baume, le vieux chevalier lui confère alors l'onction royale et sacerdotale qui fait de Parsifal le roi et le grand-prêtre du Graal. Parsifal accomplit son premier acte sacerdotal en puisant de l'eau dans sa main et en baptisant Kundry, qui éclate alors en sanglots : son péché lui est remis. Parsifal regarde alors la magnificence du paysage autour d'eux, qui lui semble si merveilleux et gai en ce jour de la mort du Christ où tout devrait n'être que tristesse : Gurnemanz lui explique que c'est le miracle du jour sacré du Vendredi Saint.
Les cloches de Montsalvat résonnent : Amfortas a promis qu'en ce jour il célébrerait à nouveau et pour la dernière fois le service du Graal. Parsifal prend la Sainte Lance, et tous trois se dirigent vers le château.
Scène finale :
La grande salle de Montsalvat.
Deux cortèges y entrent. D'un côté, des chevaliers portant le cercueil où gît la dépouille de Titurel ; de l'autre, des chevaliers portant le tabernacle voilé du Graal et la litière où est prostré Amfortas.
Amfortas pleure la mort de son père, s'accusant d'en être le responsable. Il appelle une fois de plus la mort et la délivrance. Les chevaliers le somment d'accomplir son office comme il l'a promis. Mais non ! Alors qu'enfin il sent la mort possible il ferait ce qu'il faut pour reprendre vie ? Plus jamais ! Qu'ils le percent de toutes parts de leurs épées, et alors, une fois lui mort, peut-être le Graal s'illuminera-t-il pour eux de lui-même !
Parsifal, Gurnemanz et Kundry étaient arrivés depuis peu, inaperçus dans le tumulte. Parsifal s'avance, portant haut la Lance, seule arme à pouvoir détruire la souffrance et le malheur. Il touche de la pointe de la Lance le côté d'Amfortas, la blessure et la douleur disparaissent, le visage d'Amfortas s'illumine d'extase. Parsifal ordonne que le Graal soit maintenant découvert et offert à la vue de tous.
Une lueur apparaît dans le Graal, de plus en plus intense. Une colombe descend du dôme et vient planer au-dessus de Parsifal. Kundry glisse doucement aux pieds de Parsifal et meurt, le regard levé vers lui. Gurnemanz, Amfortas et l'assemblée s'agenouillent, Parsifal élève le Graal et en bénit l'assistance, tandis que des voix célestes chantent doucement « Rédemption au Rédempteur ! »
L'opéra s'achève dans une extase mystique grandiose.
Rideau [sans applaudissement d'après Wagner].

## Adaptations cinématographiques et littéraires
- En 1904, Thomas Edison fait réaliser un film (toujours visible aujourd'hui) à partir des principales scènes de Parsifal. Son « théâtre roulotte » présente le film dans différentes villes des États-Unis, avec un récitant et des chœurs placés derrière l’écran.
- Une adaptation en comics a été réalisée par P. Craig Russell.
- En 1979, un Opéra initiatique - Parsifal de Richard Wagner par Jacques Chailley publié aux éditions Buchet chastel  (ISBN 9782702014387)
- en 1982, une adaptation filmée a été réalisée par Hans-Jürgen Syberberg avec Armin Jordan et l'orchestre de Monte Carlo. L'opéra se déroule intégralement dans un décor qui n'est autre que le masque mortuaire du compositeur.
- En 2022, Andrew Gourlay[44] dirige l'Orchestre philharmonique de Londres dans la suite remarquable qu'il a adaptée de Parsifal ; il s'agit d'un morceau de concert de 45 minutes publié par Schott Music dans lequel Gourlay a cherché à intégrer les principaux éléments d'orchestre de Parsifal dans une suite homogène et continue[45].

## Discographie sélective
Pour chaque enregistrement, repéré par le nom du chef d'orchestre, les chanteurs sont indiqués dans l'ordre des rôles suivant : Parsifal, Gurnemanz, Kundry, Amfortas, Klingsor.

### CD
- Vittorio Gui, Rome, 1950 (enregistrement radiophonique sur le vif / version italienne de Giovanni Pozza)

Africo Baldelli, Boris Christoff, Maria Callas, Rolando Panerai, Giuseppe Modesti, orchestre symphonique et chœur de Rome de la RAI
- Hans Knappertsbusch, Bayreuth, 1951

Wolfgang Windgassen, Ludwig Weber, Martha Mödl, George London, Hermann Uhde, Arnold van Mill.
- Ferdinand Leitner, Paris, 1954

Wolfgang Windgassen, Otto von Rohr (de), Martha Mödl, Gustav Neidlinger, Heinz Cramer, Orchestre de l'Opéra de Paris.
- André Cluytens, Scala de Milan, 1960

Sándor Kónya, Boris Christoff, Rita Gorr, Gustav Neidlinger, Georg Stern.
- Herbert von Karajan, 1961

Fritz Uhl, Hans Hotter, Elisabeth Höngen, Christa Ludwig, Eberhard Waechter, Walter Berry, Chœurs et Orchestre de l'Opéra de Vienne.
- Hans Knappertsbusch, Bayreuth, 1962

Jess Thomas, Hans Hotter, Irene Dalis, George London, Gustav Neidlinger.
- Hans Knappertsbusch, Bayreuth, 1964

Jon Vickers, Hans Hotter, Barbro Ericson, Thomas Stewart, Gustav Neidlinger.
- André Cluytens, Bayreuth, 1965

Jess Thomas, Hans Hotter, Astrid Varnay, Theo Adam, Gustav Neidlinger.
- Erich Leinsdorf, Teatro Colón de Buenos Aires, 1969

Wolfgang Windgassen, Theo Adam, Régine Crespin, Franz Crass, Orquesta Estable del Teatro Colón, Coro Estable del Teatro Colón.
- Pierre Boulez, Bayreuth, 1970

James King, Franz Crass, Gwyneth Jones, Thomas Stewart, Donald McIntyre.
- Georg Solti, 1971-72

René Kollo, Gottlob Frick, Christa Ludwig, Dietrich Fischer-Dieskau, Zoltan Kelemen, Hans Hotter, Wiener Philharmoniker.
- Herbert Kegel, Leipzig, 11 janvier 1975

René Kollo, Ulrik Cold, Gisela Schröter, Theo Adam, Reid Bunger, Rundfunk-Sinfonie-Orchester Leipzig.
- Rafael Kubelík, 1980

James King, Kurt Moll, Yvonne Minton, Bernd Weikl, Franz Mazura, Orchestre symphonique de la Radiodiffusion bavaroise.
- Herbert von Karajan, 1981

Peter Hofmann, Kurt Moll, Dunja Vejzovic, José van Dam, Siegmund Nimsgern, Orchestre philharmonique de Berlin.
- Daniel Barenboim, Berlin, 1989-90

Siegfried Jerusalem, Matthias Hölle, Waltraud Meier, José van Dam, Günter von Kannen, Orchestre philharmonique de Berlin.
- James Levine, 1992

Placido Domingo, Kurt Moll, Jessye Norman, James Morris, Ekkehard Wlaschiha, Orchestre du Metropolitan Opera.
- Christian Thielemann - 2005

Plácido Domingo (Parsifal) ; Waltraud Meier (Kundry) ; Franz-Josef Selig (Gurnemanz) ; Falk Struckmann (Amfortas) ; Wolfgang Bankl (Klingsor) – Christian Thielemann / Orchester der Wiener Symphoniker und Chor der Wiener Staatsoper – Deutsche Grammophon
- Gabor Ötvös (hu) - 2005 – Richard Decker (Parsifal) ; Doris Soffel (Kundry) ; Wolfgang Schöne (Gurnemanz) ; Matthias Hölle (Amfortas) ;  Mikolaj Zalasinski ; Gabor Ötvös / Teatro La Fenice Orchestra e coro – Dynamic (record label)
- Valery Gergiev - 2009 – Gary Lehman (Parsifal) ; Violeta Urmana (Kundry) ; René Pape (Gurnemanz) ; Evgeny Nikitin (Amfortas) ;  Nikolai Putilin (Klingsor) –  / Orchestra and chorus of the Mariinsky Theatre – Issued on hybrid SACD: Mariinsky,

- Philippe Jordan, 2024 Jonas Kaufmann, Elina Garanca, Georg Zeppenfeld, Ludovic Tézier, Orchestre de l'Opéra d'Etat de Vienne, CD Sony Classical[46].

### DVD
- James Levine, 1992 : Siegfried Jerusalem, Kurt Moll, Waltraud Meier, Bernd Weikl, Franz Mazura, Chœurs et orchestre du Metropolitan Opera de New York (Deutsche Grammophon)
- Daniele Gatti, 2013 : Jonas Kaufmann, René Pape, Katarina Dalayman, Peter Mattéi, Evgueni Nikitin, Chœurs et orchestre du Metropolitan Opera de New York (Sony classical)

### Hommages
- (553) Kundry, astéroïde nommé en honneur du personnage.